# Ка де Бароци (Модена)
Ка де Бароци (итал. Ca' de' Barozzi) је насеље у Италији у округу Модена, региону Емилија-Ромања.
Према процени из 2011. у насељу је живело 305 становника. Насеље се налази на надморској висини од 104 м.